# العلاقات الصومالية الأمريكية
العلاقات الصومالية الأمريكية هي العلاقات الثنائية التي تجمع بين الصومال والولايات المتحدة.

## مقارنة بين البلدين
هذه مقارنة عامة ومرجعية للدولتين:
| وجه المقارنة                                              | الصومال                        | الولايات المتحدة                                                                                                  |
| --------------------------------------------------------- | ------------------------------ | --- |
| المساحة (كم2)                                             | 637.66 ألف                     | 9.83 مليون |
| عدد السكان (نسمة)                                         | 14.74 مليون                    | 311.58 مليون |
| الكثافة السكانية (ن./كم²)                                 | 23.12                          | 31.7 |
| العاصمة                                                   | مقديشو                         | واشنطن العاصمة |
| اللغة الرسمية                                             | اللغة الصومالية، اللغة العربية | لغة إنجليزية |
| العملة                                                    | شلن صومالي                     | دولار أمريكي |
| الناتج المحلي الإجمالي (بليون دولار)                      | 7.37 مليار                     | 19.39 تريليون |
| الناتج المحلي الإجمالي (تعادل القوة الشرائية) بليون دولار |                                | 18.04 تريليون |
| الناتج المحلي الإجمالي الاسمي للفرد دولار أمريكي          | 549                            | 56.12 ألف |
| الناتج المحلي الإجمالي للفرد دولار أمريكي                 |                                | 54.63 ألف |
| مؤشر التنمية البشرية                                      |                                | 0.920 |
| رمز المكالمات الدولي                                      | +252                           | +1 |
| رمز الإنترنت                                              | .so                            | .us، حكومة، .mil، Edu.                                                                                            |
| المنطقة الزمنية                                           | ت ع م+03:00                    | توقيت ساموا الأمريكية، توقيت أطلنطي موحد، منطقة زمنية وسطى، توقيت ألاسكا ‏، المنطقة الزمنية الجبلية، توقيت تشامرو ‏ |

## منظمات دولية مشتركة
يشترك البلدان في عضوية مجموعة من المنظمات الدولية، منها:
| علم المنظمة | اسم المنظمة                               | تاريخ انضمام الصومال | تاريخ انضمام الولايات المتحدة |
| ----------- | ----------------------------------------- | -------------------- | ----------------------------- |
|             | الاتحاد الدولي للاتصالات                  | 28 سبتمبر 1962       | 1 يوليو 1908                  |
|             | يونسكو                                    | 15 نوفمبر 1960       | 4 نوفمبر 1946                 |
|             | البنك الإفريقي للتنمية                    | ?                    | ?                             |
|             | الأمم المتحدة                             | 20 سبتمبر 1960       | 24 أكتوبر 1945                |
|             | المركز الدولي لتسوية المنازعات الاستشارية | 30 مارس 1968         | 14 أكتوبر 1966                |
|             | البنك الدولي للإنشاء والتعمير             | 31 أغسطس 1962        | 27 ديسمبر 1945                |
|             | مؤسسة التمويل الدولية                     | 31 أغسطس 1962        | 20 يوليو 1956                 |
|             | منظمة الشرطة الجنائية الدولية             | ?                    | ?                             |
|             | مؤسسة التنمية الدولية                     | 31 أغسطس 1962        | 24 سبتمبر 1960                |
|             | الاتحاد البريدي العالمي                   | ?                    | ?                             |
|             | منظمة حظر الأسلحة الكيميائية              | ?                    | ?                             |
|             | الفريق المعني برصد الأرض                  | ?                    | ?                             |

## أعلام
هذه قائمة لبعض الشخصيات التي تربطها علاقات بالبلدين:
- أنيسة حاجي المؤمن (سياسية صومالية، 20 نوفمبر 1978 – )
- أيان حرسي علي (13 نوفمبر 1969[23][24][25] – )
- إلهان عمر (سياسية أمريكية، 4 أكتوبر 1981 – )
- إيمان (25 يوليو 1955[26][27] – )
- برخد عبدي (10 أبريل 1985[28] – )
- جواهر أحمد (1991 – )
- حسين محمد فرح عيديد (سياسي صومالي، 16 أغسطس 1962 – )
- حليمة عدن (عارضة أزياء أمريكية-صوماليّة، 19 سبتمبر 1997 – )
- سعيد الشيخ سمتر (1943 – 24 فبراير 2015)
- صوفيا سمتر (كاتبة خيال علمي من الولايات المتحدة الأمريكية، 24 أكتوبر 1971[29][30] – )
- عبد الله أحمد أدو (15 مايو 1936 – )
- عمر محمد (1997 – )
- فيصل احمد (ممثل صومالي، 1985[31] – )
- محمد أبوكار (لاعب كرة سلة من الولايات المتحدة الأمريكية، 1985 – )
- محمد عبد الله محمد (سياسي صومالي، 11 مارس 1962 – )

## وصلات خارجية
- موقع وزارة الخارجية الصومالية
- موقع وزارة الخارجية الأمريكية